# Bezdini szerb kolostor
A bezdini szerb kolostor műemlék épület Romániában, Arad megyében, Munár falu mellett. A romániai műemlékek jegyzékében az AR-II-a-A-00632 sorszámon szerepel.